# Ахмед, Мохамед Ламине Ульд
 Мохамед Ламине Ульд Ахмед (араб. محمد لامين ولد أحمد‎; род. 1947, Тан-Тан, Гельмим — Уэд-Нун) — государственный и политический деятель Сахарской Арабской Демократической Республики (САДР). С 2012 года занимает должность министра здравоохранения САДР.

## Биография
Родился в Смаре и является одним из основателей военно-политической организации Полисарио. В 1976 году стал первым премьер-министром Сахарской Арабской Демократической Республики и занимал эту должность до 1982 года. Второй раз работал премьер-министром САДР с 1985 по 1988 год, а также является членом Национального секретариата Полисарио. По данным международной неправительственной организации Amnesty International, 11 членов его семьи «исчезли» по политическим причинам из-за действий сотрудников службы безопасности Марокко.